# Mali (GPU)
Dòng bộ xử lý đồ họa (tiếng Anh: graphics processing unit hay GPU) Mali là các lõi sở hữu trí tuệ bán dẫn được sản xuất bởi ARM Holdings để cấp phép cho các thiết kế ASIC khác nhau của các đối tác ARM.
Dòng GPU này là kết quả của thương vụ ARM Holdings mua lại Falanx Microsystems A/S vào ngày 23 tháng 6 năm 2006.